# Wierzbica (Legionowo)
Pour les articles homonymes, voir Wierzbica.
Wierzbica (prononciation : [vjɛʐˈbit͡sa]) est un village polonais de la gmina de Serock dans le powiat de Legionowo de la voïvodie de Mazovie dans le centre-est de la Pologne.
Il se situe à environ 3 kilomètres au nord de Serock (siège de la gmina), 19 kilomètres au nord-est de Legionowo (siège du powiat) et à 36 kilomètres au nord de Varsovie (capitale de la Pologne).
Le village possède approximativement une population de 440 habitants en 2006.

## Histoire
De 1975 à 1998, le village appartenait administrativement à la voïvodie de Varsovie.